# Persoonia terminalis
Espèce
Synonymes
Persoonia nutans ssp. D P.H.Weston
Persoonia terminalis, également connu sous le nom de geebung de Torrington, est une espèce de plantes à fleurs de la famille des Proteaceae. C'est un arbrisseau endémique du nord de la Nouvelle-Galles du Sud et du sud du Queensland, dans l'est de l'Australie. Signalé comme une sous-espèce de Persoonia nutans en 1981, il a été décrit en tant qu'espèce par Lawrie Johnson et son collègue Peter Weston en 1991.
Deux sous-espèces - P. t. terminalis et P. t. recurva - sont reconnues ; toutes deux se trouvent sur des sols acides bien drainés dans des forêts sclérophylles, et P. t. terminalis se trouve également sur des affleurements granitiques. Bien que semblables en apparence, elles diffèrent par la longueur et la courbure de leurs feuilles. Toutes deux ont une aire de répartition restreinte, P. t. terminalis se trouvant dans une zone de moins de 100 kilomètres carrés.
P. terminalis atteint 1,5 mètre, avec un port dressé ou étalé, et des feuilles étroites et courtes mesurant jusqu'à 1 centimètre de long. Les fleurs jaunes apparaissent surtout durant l'été tempéré australien en décembre et janvier, et sont suivies de drupes vertes rayées de pourpre (fruits à noyau). Les fruits des persoonias sont comestibles, et dispersés par les vertébrés sauvages.

## Taxonomie

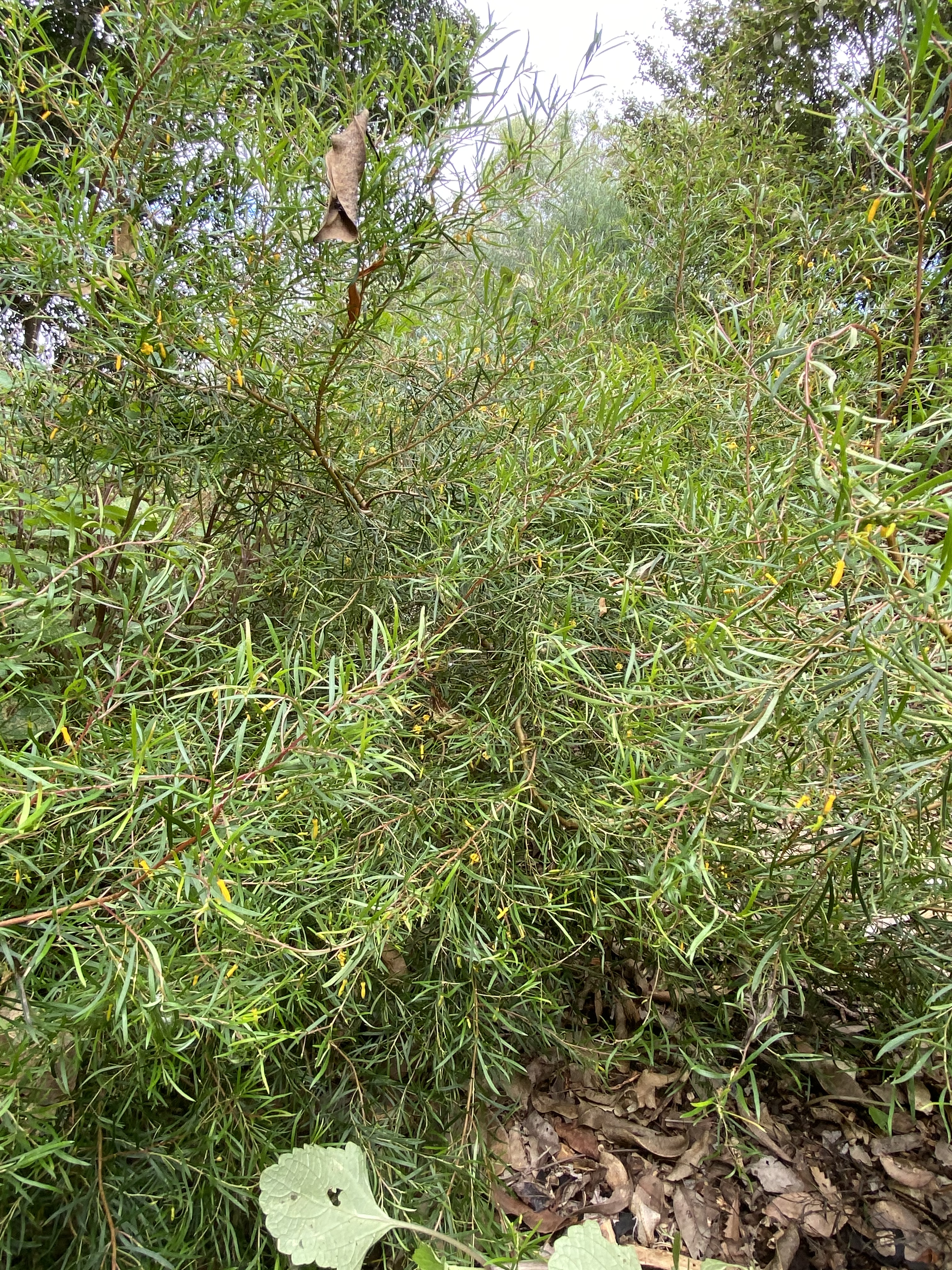
Spécimen de Persoonia nutans, l'espèce au sein de laquelle P. terminalis a d'abord été classée.

Persoonia terminalis a été signalé pour la première fois par Lawrie Johnson, des Jardins botaniques royaux de Sydney, dans l'édition 1981 de Flora of New South Wales. Il la considérait comme une sous-espèce distincte de Persoonia nutans, une espèce largement définie qui comprenait de nombreuses formes classées depuis comme distinctes. Les botanistes du Queensland Trevor Donald Stanley et Estelle M. Ross ont classé P. terminalis comme faisant partie de Persoonia oxycoccoides dans leur ouvrage de 1983 Flora of South-eastern Queensland. Ils considéraient qu'il s'agissait plus probablement d'une espèce à part entière, car ils pensaient que la description des populations du Queensland ne correspondait pas au P. oxycoccoides du centre de la Nouvelle-Galles du Sud. Après avoir réexaminé Persoonia nutans et Persoonia oxycoccoides, Johnson et Peter Weston ont conclu qu'il y avait en fait plusieurs espèces distinctes, et que Persoonia terminalis a été décrit comme tel en 1991. Le spécimen type a été collecté à 3,4 kilomètres au sud du pub de Torrington (Nouvelle-Galles du Sud) (en), sur la route Emmaville-Torrington, par Weston et l'écologiste Peter Richards,
. Il est aujourd'hui conservé au National Herbarium de Nouvelle-Galles du Sud, qui fait partie du Royal Botanic Gardens and Domain Trust Sydney et du Office of Environment and Heritage. L'Herbarium abrite plus de 1,2 million d'autres spécimens,. Le nom générique Persoonia est dérivé du nom du botaniste sud-africain Christiaan Hendrik Persoon. Le nom spécifique terminalis fait référence aux inflorescences (grappes de fleurs) qui se trouvent chez cette espèce à l'extrémité des branchages. Son nom commun est le geebung de Torrington.
Il est classé dans le genre comme faisant partie du groupe des Lanceolata, lequel comprend 58 espèces étroitement apparentées avec des fleurs similaires mais un feuillage très différent. Ces espèces se croisent souvent entre elles dans les zones où l'on trouve deux membres du groupe. On a signalé que P. terminalis s'est croisé avec Persoonia cornifolia et Persoonia sericea, deux autres membres du groupe.
Deux sous-espèces sont reconnues : P. t. ssp. recurva a des feuilles plus courtes, avec des bords plus courbés vers le bas, qui atteignent  0,75 centimètre de long au plus, tandis que P. t. ssp. terminalis a des feuilles plus longues et plus droites mesurant 1 centimètre de long au plus.

## Liste des sous-espèces
Selon Catalogue of Life (17 janvier 2016) :
- sous-espèce Persoonia terminalis ssp. recurva
- sous-espèce Persoonia terminalis ssp. terminalis

## Description

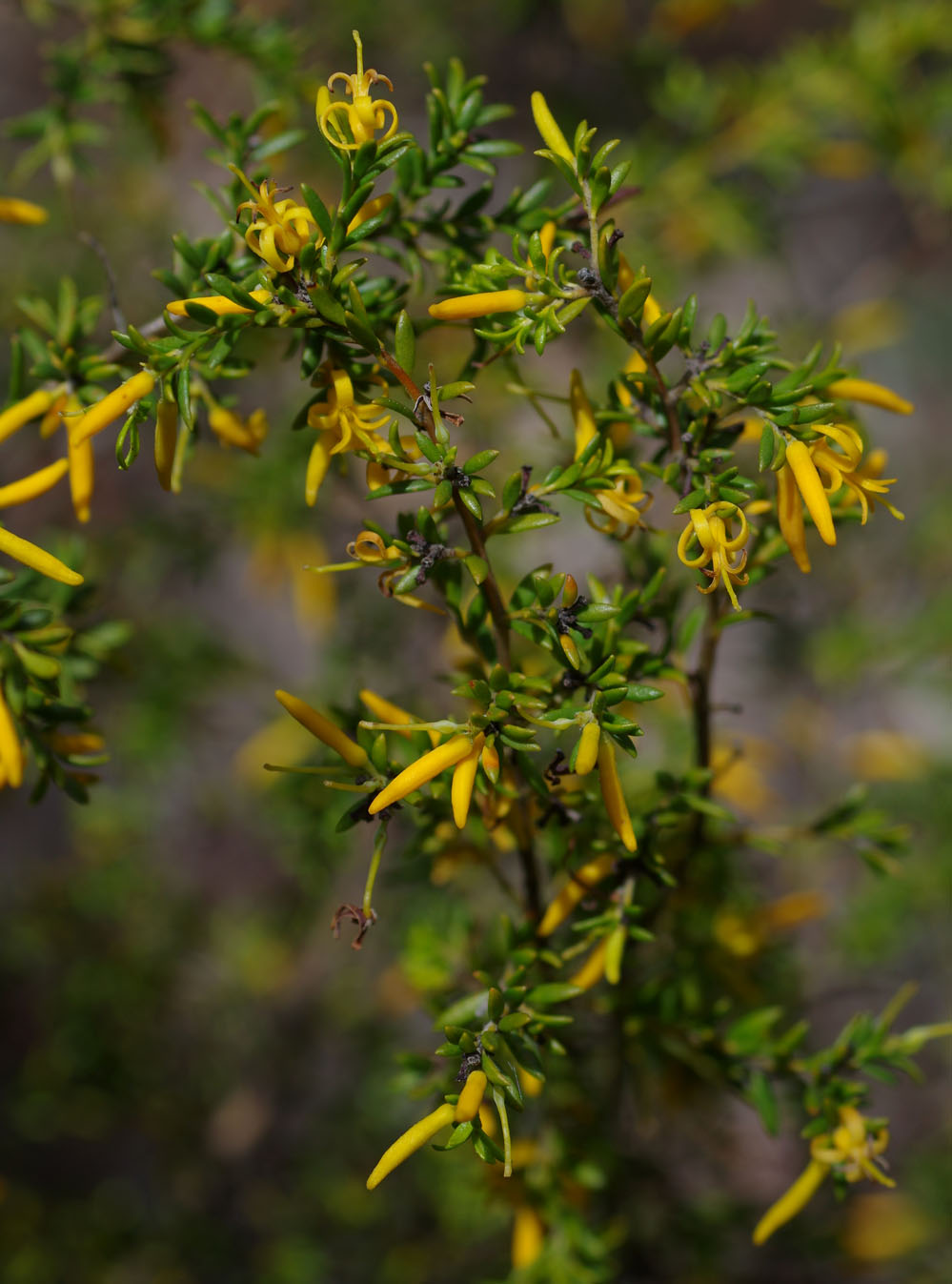
Persoonia terminalis ssp. recurva.

### Appareil végétatif
Persoonia terminalis pousse sous la forme d'un arbrisseau atteignant une hauteur de 0,7 à 1,5 mètre, avec un port dressé ou étalé. Son écorce est lisse, bien que les nouvelles pousses soient couvertes de poils fins. Les petites feuilles étroites mesurent 1,2-2 millimètres de large et 3,5-10 millimètres de long, avec une surface supérieure convexe et des bords incurvés vers le bas. Les nouvelles feuilles peuvent être glabres ou légèrement poilues ; dans ce dernier cas, elles perdent leurs poils avec l'âge. Elles sont concolores, c'est-à-dire que les deux surfaces des feuilles sont de la même couleur, ou légèrement décolorées (surfaces légèrement différentes). Les feuilles sont plus rugueuses que celles des autres persoonias.

### Appareil reproducteur
Les fleurs jaunes apparaissent surtout durant l'été tempéré autralien en décembre et janvier, bien que certaines ont été parfois observées jusqu'en juillet. Elles sont terminales, c'est-à-dire qu'elles naissent à l'extrémité des ramifications, où elles apparaissent par groupes de un à cinq. P. terminalis est majoritairement anauxotélique, c'est-à-dire que chaque tige porte une fleur individuelle sous-tendue par une feuille en écaille à sa jonction avec la tige. Un certain nombre de fleurs ont une vraie feuille à cette jonction, et sont donc auxotéliques. Chaque fleur individuelle est composée d'un périanthe cylindrique divisé en quatre tépales, et contient à la fois les parties mâle et femelle. À l'intérieur, le style central est entouré par l'anthère, qui se divise en quatre segments ; ceux-ci s'enroulent en arrière et ressemblent à une croix lorsqu'ils sont vus du dessus. Ils constituent une zone d'atterrissage pour les insectes qui se rendent au stigmate, situé à l'extrémité du style.
Les fleurs sont suivies par le développement de drupes charnues vertes rayées de pourpre. Celles-ci mesurent 1 à 1,2 centimètre de long sur 0,7 à 0,8 centimètre de large, avec le reste du style au bout.

## Habitat et écologie
Persoonia terminalis pousse dans un habitat à affleurements rocheux sujet aux feux de brousse, où le feu est essentiel à la régénération de nombreuses espèces. P. t. terminalis est tué par un feu de brousse et se régénère à partir des graines qui dorment dans le sol. Un grand nombre de plantules de Persoonia apparaissent après un feu.
Les abeilles colletidées du sous-genre Cladocerapis, au sein du genre du genre Leioproctus, butinent et pollinisent exclusivement les fleurs de nombreuses espèces de Persoonia. Les abeilles du sous-genre Filiglossa, au sein du même genre, ont une alimentation également spécialisée aux fleurs de cet arbrisseau, mais ne semblent pas être des pollinisateurs efficaces. Les fruits sont adaptés pour être mangés par les vertébrés, tels que les kangourous et les possums, ainsi que par les currawongs et d'autres grands oiseaux.

## Distribution
Persoonia t. ssp. terminalis se trouve dans la région de Torrington-Binghi (en) sur les parties occidentales des Northern Tablelands de la Nouvelle-Galles du Sud, à peu près à mi-chemin entre Glen Innes et la frontière du Queensland, à une altitude comprise entre 900 et 1 100 mètres. Il pousse sur des sols granitiques acides, sablonneux ou pierreux, en forêt sclérophylle sèche. La région est parsemée d'affleurements granitiques, où la sous-espèce est une composante de la zone arbustive de Babingtonia odontocalyx-Brachyloma saxicola et de la zone arbustive basse de Prostanthera staurophylla-Kunzea bracteolata dans la région de Torrington, et de la zone arbustive d'Allocasuarina brachystachya dans la réserve de la rivière Severn (en). Elle est classée 2R sur la liste ROTAP (en).
Persoonia t. ssp. recurva a deux populations disjointes. L'une se trouve sur les North West Slopes en Nouvelle-Galles du Sud, près de Warialda et au nord-ouest d'Inverell, et l'autre au sud-ouest d'Inglewood dans le sud-est du Queensland, entre 350 et 450 mètres. Elle pousse sur des sols gréseux acides en forêt sclérophylle sèche. Dans l'Aire de conservation d'État de Warialda (en), on la trouve dans les forêts de type Cyprès noir—Gomme sale (Callitris endlicheri—‌‌Eucalyptus chloroclada), ainsi que dans celles de type Cyprès noir—‌Pommier à écorce lisse (C. endlicheri—‌Angophora leiocarpa). Bien que P. t. recurva n'ait pas été répertoriée dans le Parc national de la Plaines du roi (en), on pourrait s'attendre à ce qu'elle s'y trouve en raison de la disponibilité d'un habitat approprié. Elle est classée 3R sur la liste ROTAP.
Les deux sous-espèces se trouvent couramment près de la réserve naturelle de la rivière Severn, ainsi que dans la réserve naturelle d'Arakoola, où elles font partie d'une communauté écologique boisée dominée par le Pommier à écorce lisse et le Bois sanglant à longs fruits (Corymbia dolichocarpa), qui pousse sur des sols gréseux.

## Menaces et conservation
Bien que les graines de Persoonia terminalis aie besoin du feu pour germer, il peut aussi devenir une menace pour la survie de l'espèce. En effet, cet habitat à affleurements rocheux est vulnérable aux incendies qui se produisent à des intervalles trop fréquents de moins de cinq ans, ce qui met de nombreuses espèces qui se régénèrent par graines en danger d'extinction locale, car les plantes ne sont pas en mesure d'arriver à maturité pour produire des graines avant le prochain incendie.
Les horticulteurs et scientifiques Rodger Elliot et David L. Jones ont proposé de cultiver la plante pour contribuer à sa conservation. Cette culture nécessiterait probablement un bon drainage de l'eau, une position ensoleillée ou partiellement ombragée et un sol acide. P. terminalis est résistante aux fortes gelées, et devrait mieux s'en sortir dans un jardin au climat tempéré plutôt que subtropical. La propagation se ferait en théorie par graines ou par bouturage des nouvelles pousses, bien que les plantes du genre Persoonia soient en général difficiles à propager par quelque moyen que ce soit en culture.